# Bass Lake, Indiana
Bass Lake är en ort i Starke County i delstaten Indiana, USA.